# Fico dottato
Il Dottato, chiamato anche Ottato, è una varietà di fico domestico bìfere di origine italiana.
Molto coltivata nell'Italia meridionale, il suo frutto è particolarmente apprezzato secco. Nella provincia di Cosenza la Denominazione di Origine Protetta "Fichi di Cosenza DOP" designa in modo esclusivo i frutti essiccati di fico domestico “Ficus carica sativa”, appartenenti alla suddetta varietà.
Come prodotto agroalimentare tradizionale (PAT), il fico dottato è anche coltivato nelle zone collinari in piante sparse in moltissime aziende agricole delle province di Arezzo, Firenze e Prato.
Riguardo all'origine del nome sono state formulate molte proposte (lat. Optatus, lat. Ficus cottana, it. ad otta 'al momento giusto', it. dote), ma gli etimologi sembrano più inclini a ritenere il nome della pianta legato al toponimo Ottati, comune della provincia di Salerno.
Ogni anno nella stessa Ottati si svolge l’evento Ficus in Tabula - I gusti del Fico Dottato in cui viene proposta un’offerta enogastronomica con piatti e prodotti a base di fichi.

## Storia
È conosciuto dai latini come il Ficus carica (nome attuale della specie): Plinio il Vecchio lo vanta come uno dei migliori a seccare. Il monaco vallombrosano Vitale Magazzini, nel 1625, in Coltivazione toscana enumera gran varietà di fichi per l'essiccazione, tra gli altri i dottati: "che dovrebbero seccare al sole e non in forno". Il dottato appare anche negli scritti di Pier Antonio Micheli e nei dipinti di Bartolomeo Bimbi, tutti e due al servizio di Cosimo III. Giorgio Gallesio nel suo libro illustrato Pomona Italiana, tra le altre varietà di frutta, gli dedica una tavola.

## Consumo

### Fichi secchi
Per millenni, nel bacino del Mediterraneo, i fichi principalmente secchi sono addomesticati e considerati dall'uomo come un alimento con qualità tonificanti e di conservazione. Nel corso dei secoli, nelle province di Salerno e Cosenza, essi diventano una risorsa economica importante per gli agricoltori che hanno creato una vasta gamma di derivati, oggi, tutelati dalla denominazione di origine: "Fico Bianco del Cilento" DOP e "Fichi di Cosenza" DOP.

### Grappa aromatizzata ai fichi
In provincia di Reggio Calabria, nel basso ionio reggino (Area Grecanica), i fichi raccolti, caratterizzati da proprietà uniche derivanti dal particolare microclima, sono utilizzati per produrre la grappa aromatizzata ai fichi.